# مقاطعة غوادالوب (تكساس)
مقاطعة وادي اللُّب أو (نقحرة: غوادالوب) (بالإنجليزية: Guadalupe  County)‏ هي إحدى المقاطعات في ولاية تكساس، الولايات المتحدة الأمريكية.